# واندرلي
واندرلي هو لاعب كرة قدم برازيلي في مركز الهجوم، ولد في 3 يونيو 1938 في نيتيروي في البرازيل، وتوفي في 5 مارس 2020 في منزل نصر في إسبانيا. شارك مع منتخب البرازيل تحت 23 سنة لكرة القدم. أما مع النوادي، فقد لعب مع نادي إلتشي ونادي إيركوليس ونادي فاسكو دا غاما ونادي ليفانتي.

## وصلات خارجية
- واندرلي على موقع الاتحاد الدولي (مؤرشف)  (الإنجليزية)
- واندرلي على موقع قاعدة بيانات كرة القدم.إي يو (الإنجليزية)
- واندرلي على موقع أوليمبيديا (الإنجليزية)